# Калланг (аеропорт)
Аеропорт Калланг — перший спеціально побудований цивільний міжнародний аеропорт в Сінгапурі розташований на східному березі резервуару Калланг. Офіційно був відкритий 12 червня 1937 та припинив свою діяльність в 1955 році. Законсервований комплекс, включаючи будівлю терміналу аеропорту.
Аеропорт Калланг на той час визнали «найкращим аеропортом Британської імперії». Відома авіаторка Амелія Ерхарт якось описала його як «авіаційне диво Сходу».
Під час Другої світової війни аеропорт Калланг був єдиним працюючим аеродромом Сінгапуру, який міг підтримувати кампанії союзників проти японських сил. Саме в період японської окупації злітно-посадкову смугу аеропорту було модернізовано до бетонної та розширено до 1672 метрів. Вже в 1950 році планувалося побудувати новий аеропорт в Пайя Лебар (зараз авіаційна база Пайя Лебар), оскільки аеропорт Калланг не зміг впоратися зі збільшенням повітряного руху, незважаючи на розширення. Аеропорт Калланг остаточно закрився в 1955 році.
Згодом аеропорт Калланг був зайнятий кількома організаціями після його виведення з експлуатації, найбільш помітною була Народна асоціація, яка використовувала цей об'єкт як штаб-квартиру з 1960 по 2009 рік. Хоча більша частина аеропорту була знесена незабаром після його закриття, багато об'єктів залишилось.
Інші частини аеропорту Калланг були перероблені. Район навколо колишньої злітно-посадкової смуги аеропорту вперше був перетворений у парк Калланг, великий громадський парк; пізніше на цьому ж місці був побудований старий Національний стадіон; нині Сингапурський спортивний центр (включаючи новий Національний стадіон та Критий стадіон у Сінгапурі) є головною національною визначною пам'яткою. Східну частину аеропорту Калланг переобладнали в один із перших сучасних житлових районів Сінгапуру, який тепер називається «Старий маєток аеропорту Калланг».
Це було одне з місць, де відбувся фестиваль мистецтв Сінгапурської бієнале 2011 року. Планується перетворити територію аеропорту Калланг у комерційний вузол разом із сусідньою річкою Калланг.

## Історія назви
Аеропорт Калланг отримав свою назву від розташованого поблизу резервуару Калланг, названого від групи морських циган, що мешкали навколо району у 1800-х роках.
11 лютого 1930 року голландська авіакомпанія KLM здійснила перший службовий політ між Амстердамом та Батавією (нині Джакарта), приземлившись у Селетарі тримоторним монопланом Fokker голландського виробництва, який перевозив 8 пасажирів та вантаж свіжих фруктів, квітів та пошти. Це поклало початок комерційній цивільній авіації в Сінгапурі. Пізніше KLM запровадив регулярну рейсову службу з Амстердаму до Батавії наприкінці 1931 року.
Через два роки, у липні 1933 року, Imperial Airways, флагманська авіакомпанія Британської імперії, розпочала польоти між Лондоном та Дарвіном через Каїр, Карачі, Калькутту, Сінгапур та Джакарту.
Бурхливий рух комерційної авіації призвів до перевантажень на існуючій Авіабазі Селетар (сьогоднішній аеропорт Селетар), тому було прийняте рішення про будівництво нового аеропорту. 31 серпня 1931 р. Сер Сесіл Клементі, губернатор Стрейтс-Сетлментс, оголосив, що резервуар Калланг буде місцем розташування нового цивільного аеродрому, придатного для прийому наземних літаків і гідролітаків, а аеропорт Селетар буде обмежений для комерційних польотів. Це місце обрали через його близькість до центру міста, та розташування поруч із резервуаром Калланг, що дало б змогу приземлятися гідропланам.

## Будівництво
Меліоративні роботи розпочалися у 1932 році. До 1936 року всі меліоративні та укріплюючі роботи завершили.
З 12 червня 1937 року сер Томас Шентон офіційно відкрив аеродром Калланг. У той час він вважався «найкращим аеропортом в Британській імперії». Круговий аеродром давав змогу літакам приземлятися з будь-якого напрямку, а пробіг дозволяв обслуговувати гідроплани в тій же будівлі терміналу, що і звичайні літаки.

## Друга світова війна
Коли японці 8 грудня 1941 року розпочали вторгнення в Малайю та Сінгапур, Калланг був головним аеродромом винищувачів. На січень 1942 року це був єдиний працюючий аеродром у Сінгапурі, оскільки інші аеродроми (Тенга, Селетар і Сембаван) перебували в межах ураження японської артилерії.

## Повоєнні роки
Зростання авіаційного руху зупинили в роки війни, в період, коли кругове місце приземлення було перетворено на єдину злітно-посадкову смугу, щоб дозволити використовувати військові літаки. Британська корпорація Overseas Airways (BOAC) та Qantas відновили свої регулярні рейси до аеропорту, тоді як місцева авіакомпанія Малайські Авіалінії (MAL) розпочали польоти лише 1 травня 1947 року.
На початку 1950-х років збільшення розміру літальних апаратів та потреба в більш довгих злітно-посадкових смугах призвели до того, що її було винесено за межі Маунтбаттен-Роуд у східній межі об'єкта до теперішньої Старої аеропортної дороги. Нова злітно-посадкова смуга була завдовжки 1672 метри і шириною 51 метр. Це зумовило необхідність встановлення світлофорів для припинення руху автомобілів кожного разу, коли літак злітав або приземлявся.

## Спадщина
Аеропорт Калланг залишив кілька нагадувань про своє існування. Стара злітно-посадкова смуга біля Маунтбаттен-роуд тепер називається Стара аеропортова дорога.
Дві нові дороги поблизу станції MRT Калланг отримали назву «Аеропорт Калланг Драйв» та «Аеропорт Калланг Вей». Крім того, у провулку, що з'єднує дорогу Гейланга з аеропортом Калланг, згадується збережена будівля терміналу аеропорту Калланг.

## Архітектура
Оригінальна будівля терміналу — будівля з колонами у стилі ар-деко. У центрі розташована кругла скляна диспетчерська вежа та два бічні блоки з оглядовою площадкою просто неба на останньому поверсі.